# Trio (Musik)
Trio (entlehnt von italienisch trio, zu lateinisch tres ‚drei‘) bezeichnet in der Musik eine Ensemble-Besetzung mit drei Ausführenden. Auch Werke für diese Besetzung werden Trio genannt. Der Begriff Trio wird vor allem im Bereich der Instrumentalmusik verwendet. Das begriffliche Pendant in der Vokalmusik ist das Terzett.
Die barocke Triosonate gehört trotz der Ähnlichkeit der Bezeichnung nicht in diese Kategorie: Hier bezieht sich die Verwendung des Begriffs Trio auf die Zahl der Stimmen. Da die Generalbass-Stimme von mehreren Musikern ausgeführt werden kann, sind bei einer Triosonate oft mehr als drei Ausführende beteiligt.

## Klassische Musik
In der klassischen Musik ist die bei weitem häufigste Trio-Besetzung das Klaviertrio aus Violine, Violoncello und Klavier. Die bekanntesten Werke stammen von Ludwig van Beethoven, Johannes Brahms, Antonín Dvořák, Felix Mendelssohn Bartholdy, Wolfgang Amadeus Mozart und Robert Schumann. Auch Joseph Haydn hat bedeutende Werke seines Spätwerks für diese Besetzung geschrieben, und schon Johann Sebastian Bach fügte seinen Sonaten für Violine und Cembalo eine Stimme für Bassgambe hinzu.
Ebenfalls weit verbreitet ist das Streichtrio, meist in der Besetzung mit Violine, Bratsche und Violoncello. Werke dafür stammen unter anderem von Ludwig van Beethoven und Wolfgang Amadeus Mozart; Antonín Dvořák schrieb sein recht bekanntes Terzett für zwei Violinen und Bratsche.
Andere Trio-Besetzungen entstanden meist aus dem Bedürfnis, das Klaviertrio klanglich zu erweitern, indem eins der Streichinstrumente durch ein Blasinstrument ersetzt wird. So gibt es mehrere Trios für Klavier, Violoncello und Klarinette (bekannte Beispiele bei Beethoven und Brahms, der auch ein Trio für Klavier, Violine und Waldhorn schrieb). Ähnlich fügt Mozarts Kegelstatt-Trio dem Klavier Viola und Klarinette hinzu. Obwohl einige wichtige Werke in diesen Besetzungen geschrieben wurden, bilden sie in der klassischen Musik nur eine Ausnahme; offensichtlich mischen sich zwei Streichinstrumente besser als zwei heterogene Instrumente und bilden nur zusammen eine Balance gegenüber dem klanglich und in seinen polyphonen Möglichkeiten weit stärkeren Klavier.
Wurde hingegen das Klavier durch ein anderes akkordfähiges Instrument ersetzt, konnten sich gemischte Besetzungen eher etablieren, so in der Kammermusik mit Gitarre, die oft mit Flöte und Violine kombiniert wurde (zum Beispiel in den Trios von Ferdinando Carulli oder Joseph Kreutzer), oder im Trio für Flöte, Viola und Harfe von Claude Debussy.

## Jazz
Im Jazz sind Trio-Besetzungen häufig. Einige Beispiele sind:
- Klavier, Schlagzeug, Kontrabass
- Saxophon, Kontrabass, Schlagzeug
- Saxophon, Gitarre, Schlagzeug
- Akkordeon, Gitarre, Kontrabass
- Orgel, Gitarre, Schlagzeug

Beispiele für bekannte Jazz-Trios:
- Bud Powell Trio
- Oscar Peterson Trio

## Rock
Trios in der Rockmusik werden auch Powertrios genannt. Die Besetzung ist meist Gitarre, Bass und Schlagzeug. Bekannte Rocktrios mit dieser Besetzung sind zum Beispiel The Jimi Hendrix Experience, Cream, The Police oder ZZ Top. Ein Vertreter des Trios mit Keyboard war Emerson, Lake and Palmer. Eine minimalistische Besetzungs-Variante bot die deutsche Band Trio dar: Gitarre, Schlagzeug und Gesang.

## Kabarett, Kleinkunst
Nicht allein auf das musikalische Genre begrenzt, gibt es auch verschiedene Trio-Formationen im Bereich der Kleinkunst und des Kabaretts.